# Charlestown (Oregon)
Charlestown az Amerikai Egyesült Államok Oregon államának Umatilla megyéjében, a U.S. Route 395 mentén elhelyezkedő önkormányzat nélküli település.